# Теофанис, Димитрис
Дими́трис Теофа́нис (греч. Δημήτρης Θεοφάνης; 31 мая 1933, Навпакт — 3 августа 2024, Афины) — греческий футболист и футбольный тренер, играл на позиции нападающего.

## Биография

### Игровая карьера
Теофанис начал карьеру в клубе «Атинаикос», в котором играл в течение двух сезонов.
Затем он в течение двух лет служил в Греческой армии и потом присоединился к клубу «Панатинаикос». В составе «зелёных» он играл в течение 10 сезонов и стал одним из ключевых игроков команды, с которой выиграл 5 чемпионских титулов. Всего за эту команду он сыграл 246 матчей и забил 79 голови завершил карьеру в 1966 году.
Всего за сборную Греции сыграл 4 матча, в которых не отметился забитыми мячами.

### Тренерская карьера
Работал главным тренером в клубах «Докса» (1994—1997), «Панеяиалиос» (1998—1999) и «Этникос» из Пирея.

### Смерть
Скончался 4 августа 2024 года в Афинах в возрасте 91 года.

## Достижения
«Панатинаикос»
- Чемпион Греции (5): 1959/60, 1960/61, 1961/62, 1963/64, 1964/65